# Doctors
Doctors (en español: Doctores) es una telenovela británica que se transmite desde el 26 de marzo del 2000 por la cadena BBC One.  El 26 de marzo de 2010 la serie celebró su décimo aniversario y su episodio número 1800. El 16 de febrero de 2011 la serie celebró su episodio número 2000.
Las historias muestran las vidas del personal del hospital Mill Health Centre y cómo estos deben lidiar con ellas y con sus pacientes. La serie fue creada por Chris Murray y ha contado con actores invitados como Ben Barnes, Max Brown, Holliday Grainger, Laurence Penry-Jones, Jack O'Connell, Tom Ellis, Anne Charleston, Robert Cavanah, Hannah Waterman, Kym Marsh, Letitia Dean, Samia Smith, Jeff Rawle, Alison King, Paul Opacic, Emma Samms, Elyes Gabel, Kate Ford, Montserrat Lombard, James Sutton, Bianca Hendrickse-Spendlove, Emma Barton, Charles Lawson, Peter Mitchell, Jamie Lomas, Jade Williams, Neil Newbon, Jennifer Bidall, Chucky Venn Ali Bastian, Lisa Riley, Wendy Craig, Martin Hancock, Roy Hudd, Tina O'Brien, Josie Lawrence, Anton du Beke, Tommy Cannon, Shobna Gulati y Emilia Clarke, entre otros.

## Historia
Durante el inicio se introduce al doctor Brendan McGuire como el socio principal de la práctica general en el Riverside Surgery, su esposa Kate McGuire se convierte en la gerente de la oficina y el equipo de jóvenes doctores es conformado por Steve Rawlings, Helen Thompson, Rana Mistry y Caroline Powers. Con el paso del tiempo llegarán nuevos integrantes al hospital y otros se irán, el staff tendrá que intentar salvar la vida de los pacientes, lidiar con accidentes y con sus problemas personales.

## Personajes

### Personajes principales
| Actor                  | Personaje            | Trabajo                          | No. de Episodios | Temporada             |
| ---------------------- | -------------------- | -------------------------------- | ---------------- | --------------------- |
| Adrian Lewis Morgan    | Dr. Jimmi Clay       | Médico General                   | 1,678            | 2005 - presente       |
| Matthew Chambers       | Dr. Daniel Granger   | Médico General                   | 1,122            | 2007, 2008 - presente |
| Owen Brenman           | Dr. Heston Carter    | Médico General                   | 1,066            | 2008 - presente       |
| Jan Pearson            | Karen Hollis         | Recepcionista/Asistente de Salud | 1,223            | 2009 - presente       |
| Elisabeth Dermot-Walsh | Dra. Zara Carmichael | Médica General                   | 862              | 2009 - presente       |
| Chris Walker           | Rob Hollins          | Sargento Policía                 | 755              | 2009 - presente       |
| David Perks            | Barry Biglow         | Guardia de Seguridad             | 83               | 2010 - presente       |
| Lorna Laidlaw          | Mrs. Winifred Tembe  | Gerente de Práctica              | 835              | 2011 - presente       |
| Dido Miles             | Dra. Emma Reid       | Doctora                          | 581              | 2012 - presente       |
| Sarah Moyle            | Valerie Pitman       | Recepcionista                    | 274              | 2012 - presente       |
| Ian Midlane            | Al Haskey            | Médico General                   | 563              | 2012 - presente       |
| Laura Rollins          | Ayesha Lee           | Enfermera                        | 308              | 2014 - presente       |
| Ashley Taylor-Rhys     | Sid Vere             | Doctor                           | 202              | 2015 - presente       |
| Bharti Patel           | Ruhma Hanif          | Partera                          | 145              | 2015 - presente       |

### Personajes recurrentes
| Actor            | Personaje              | Trabajo              | Episodios | Duración        |
| ---------------- | ---------------------- | -------------------- | --------- | --------------- |
| Oliver Falconer  | Joe Carmichael-Granger | -                    | 4         | 2012 - presente |
| Sunjay Midda     | Shak Hanif             | -                    | 22        | 2015 - presente |
| Josephine Butler | Lena Baker             | Detective Inspectora | 18        | 2016 - presente |

### Antiguos personajes
| Actor             | Personaje              | Trabajo                       | Episodios | Duración                       | Causa                                          |
| ----------------- | ---------------------- | ----------------------------- | --------- | ------------------------------ | ---------------------------------------------- |
| Diane Keen        | Julia Parson           | Directora de Prácticas        | 1,642     | 2003 - 2012                    | dejó el hospital                               |
| Sophie Abelson    | Cherry Malone-Clay     | Enfermera                     | 494       | 2009 - 2012                    | dejó el hospital                               |
| Ian Kelsey        | Dr. Howard Bellamy     | Director de Prácticas         | 465       | 2012 - 2015                    | -                                              |
| Simon Rivers      | Dr. Kevin Tyler        | Doctor General                | 406       | 2011 - 2014                    | -                                              |
| Danielle Henry    | Mandy Márquez          | Enfermera                     | 296       | 2012 - 2014                    | -                                              |
| Jessica Regan     | Niamh Donohue          | Doctora                       | 285       | 2014 - 2016                    | -                                              |
| Matt Kennard      | Archie Hallam          | -                             | 280       | 2007 - 2009                    | -                                              |
| Charlie Clemmow   | Imogen "Immie" Hollins | Estudiante                    | 279       | 2009 - 2012, 2014              | -                                              |
| Janet Dibley      | Dra. Elaine Cassidy    | Médico General                | 262       | 2010 - 2012                    | -                                              |
| David Sturzaker   | Dr. Simon Bond         | Médico General                | 252       | 2009 - 2011                    | dejó el hospital                               |
| Nicolas Woodman   | Jack Hollins           | Estudiante                    | 245       | 2009 - 2012, 2013              | -                                              |
| Nathan Wright     | Chris Reid             | Enfermero                     | 183       | 2012 - 2014                    | -                                              |
| Vineeta Rishi     | Dra. Jas Kheller       | Cirugana                      | 172       | 2012 - 2013                    | -                                              |
| Lu Corfield       | Dra. Freya Wilson      | Doctora                       | 123       | 2011 - 2012                    | murió en el hospital atrapada en un incendio   |
| Angela Lonsdale   | Eva "Maggie" Moore     | Detective Inspectora          | 115       | 2007 - 2008, 2011              | entró a protección a testigos                  |
| Elizabeth Rider   | Lynette Driver         | Detective Inspectora          | 76        | 2009, 2010 - 2011, 2012 - 2015 | -                                              |
| Adam Astill       | Anthony Harker         | -                             | 49        | 2015 - 2016                    | -                                              |
| Maria McLoughlin  | Marina Bonnaire        | Salud                         | 49        | 2011 - 2012                    | -                                              |
| Daniel Schutzmann | Franc Christophe       | Doctor                        | 49        | 2014 - 2015                    | -                                              |
| Carli Norris      | Anoushka Flynn         | Enfermera                     | 41        | 2000                           | -                                              |
| Jasmin Parkinson  | Isobel "Izzy" Torres   | -                             | 37        | 2008 - 2009, 2010, 2011        | -                                              |
| David Hounslow    | Brian Miles            | Oficial                       | 34        | 2009, 2010-2011, 2012-2014     | -                                              |
| Michelle Lukes    | Lisa Torres            | Instructora de Ejercicios     | 29        | 2009, 2010 - 2011              | -                                              |
| Grant Masters     | Sam Reid               | -                             | 29        | 2012 - 2013                    | -                                              |
| James Larkin      | Dr. Harrison Kellor    | Investigador & Médico Forense | 29        | 2011, 2012                     | en la cárcel por el asesinato de Lauren Porter |
| Matthew Wait      | Josh Robson            | -                             | 27        | 2014                           | -                                              |
| Steven Elder      | Gordon Clement         | Reverendo                     | 26        | 2013                           | -                                              |
| Roger May         | Oliver Clarke          | Doctor                        | 23        | 2011, 2013, 2014               | -                                              |
| Sam Heughan       | Scott Nielson          | Vendedor de Drogas            | 21        | 2009                           | murió mientras dormía                          |
| David Hounslow    | Brian Miles            | Oficial de Policía            | 18        | 2009 - 2011                    | -                                              |
| Alexis Peterman   | Lauren Porter          | Recepcionista                 | 17        | 2011                           | fue asesinada por Harrison Kellor              |
| Mandy Thandi      | Alia Hanif             | -                             | 17        | 2015 - 2016                    | -                                              |
| Andrea Gordon     | Brenda Lee             | -                             | 14        | 2014 - 2015                    | -                                              |
| Paul Shelley      | Jed Grey               | -                             | 14        | 2010, 2011, 2012               | -                                              |
| Rebekah Manning   | Hermione Benford       | -                             | 14        | 2014                           | -                                              |
| Simon Cole        | Dr. Sam Mcardle        | Doctor                        | 13        | 2011                           | -                                              |
| Davood Ghadami    | Aran Chandar           | -                             | 13        | 2012 - 2013                    | -                                              |
| Shari Fox         | Maureen "Mo" Pickering | -                             | 12        | 2015                           | -                                              |
| Anna Nightingale  | Sigourney Newton       | -                             | 12        | 2013                           | -                                              |
| Claudia Jessie    | Poppy Conroy           | -                             | 12        | 2014                           | -                                              |
| Martine Brown     | Viv Marchant           | Reverenda                     | 11        | 2013, 2014, 2015               | -                                              |
| Carol Holt        | Gloria Newton          | -                             | 11        | 2013                           | -                                              |
| Jim North         | Ashley Mackintosh      | -                             | 11        | 2012, 2014 - 2015              | -                                              |
| Seth Jee          | Tom Cooper             | Detective Sargento            | 10        | 2010, 2011, 2013, 2014         | -                                              |
| Isabelle Amyes    | Barbara Land           | -                             | 10        | 2012 - 2013                    | -                                              |
| Ryan Prescott     | Liam Slade             | -                             | 10        | 2013                           | -                                              |
| Tom Roberts       | Terry Woods            | Detective Inspector           | 9         | 2011, 2012                     | -                                              |
| Susan Wooldridge  | Marion Granger         | -                             | 9         | 2009, 2016                     | -                                              |
| Hema Mangoo       | Nadia Ahmed            | -                             | 9         | 2012 - 2013                    | -                                              |
| Shane O'Meara     | Sean Donoghue          | -                             | 9         | 2015                           | -                                              |
| Martine Brown     | Viv Marchant           | Reverenda                     | 8         | 2013 - 2014                    | -                                              |
| Gabriel Paul      | Andy Johnson           | -                             | 8         | 2014 - 2015                    | -                                              |
| Sandra Huggett    | Fleur Rogers           | -                             | 7         | 2013                           | -                                              |
| Millie Price      | Sierra Lee             | -                             | 7         | 2014                           | -                                              |
| Lynda Baron       | Agatha "Ag" Penrose    | Retirada                      | 4         | 2010, 2011                     | -                                              |
| Steven Meo        | Franklyn Ward          | Guardia de Seguridad          | 4         | 2012                           | -                                              |
| Rebecca Lacey     | Laura Tyler            | -                             | 4         | 2012 - 2013                    | -                                              |
| Asif Khan         | Zarif Khan             | -                             | 3         | 2012 - 2013                    | -                                              |
| Jude Akuwudike    | Thomas Tembe           | -                             | 3         | 2013                           | -                                              |
| Davood Ghadami    | Aran Chandler          | -                             | 2         | 2012                           | -                                              |
| Hannah Waterman   | Alex Collier           | Detective Inspectora          | 2         | 2012                           | -                                              |
| Stuart Laing      | Alex Redmond           | -                             | 1         | 2012                           | -                                              |
| Paul Loughran     | John Smith             | -                             | 1         | 2012                           | -                                              |
| Will Thorp        | Matt Davis             | -                             | 1         | 2013                           | -                                              |
| Lucy Speed        | Kate Davis             | -                             | 1         | 2013                           | -                                              |
| Gem Carmella      | Sian Dixon             | Detective Inspectora          | 1         | 2016                           | -                                              |

## Premios y nominaciones
La serie ha sido nominada más de 25 veces y ha recibido 8 premios.

## Locaciones
- Letherbridge - ciudad ficticida la cual sirve como centro de Doctors, Letherbridge se encuentra el este de Birmingham a las afueras de la ciudad en Midland.
- The Campus Surgery - es el lugar donde los médicos practican sirugías en la universidad.
- The Mill Health Centre - también conocida como "The Mill", es el hospital central donde los médicos realizan sus cirugías. Algunos de los residentes que han trabajado ahí han sido el doctor Brendan 'Mac' McGuire, Kate McGuire, Elizabeth Croft, Lily Hassan, Helen Thompson, Marc Elliot, Nick West, Greg Robinson, Ben Kwarme, Jack Ford, Joe Fenton, George Woodson, Melody Bell y Charlie Bradfield.
- Letherbridge University - Universidad de Letherbridge.
- The Icon Bar - bar local donde los doctores se reúnen después de salir del trabajo. El Icon Bar se encuentra cerca de la universidad.

## Producción
La serie fue creada por Chris Murray; Mal Young y el productor original fue Carson Black. El primer episodio fue emitido el 26 de marzo de 2000. La estrella principal de la serie fue el actor Christopher Timothy, quien interpretó al reformado alcohólico y ahora respetado doctor Brendan "Mac" McGuire. Al inicio se seguía la historia de un doctor y un paciente, que en ocasiones se veía apoyado por un subtema que vinculaba a otros personajes.
Doctors es producida por la BBC Birmingham. Inicialmente su horario habitual era el de las 12:30 sin embargo fue temporalmente removido el 11 de septiembre de 2001 para permitir una cobertura más amplia acerca de los atentados en Estados Unidos, por lo que la serie comenzó a transmitirse a las 2:10 inmediatamente después de la exitosa serie australiana Neighbours. La serie no cuenta con ningún personaje original, sin embargo se destaca por tener la participación de actores exitosos en papeles regulares o como invitados.
Desde el inicio de la serie hasta mediados del 2004 Doctors se filmó en los estudios de la BBC, Pebble Mill en Edgbaston, Birmingham. Espacio originalmente ocupada por la producción de "Pebble Mill at One" de 1973 a 1986. El vestíbulo del Pebble Mill fue convertido en la fachada de la calle, con el Riverside Doctor Sugery como la zona central. Otras locaciones como la Estación de Policía de Letherbridge y el Bar Lether fueron construidos alrededor del área del estudio, mientras que las casas de los doctores y los pacientes fueron filmadas en casas reales. En enero del 2003 con la llegada de Julia Parsons, la exesposa del doctor Brennan, se produjeron cambios en las locaiones del Riverside Practice al Mill Health Centre, actualmente Julie es el personaje central de la serie. 
Después de trabajar por casi cinco años en los estudios Pebble Mill, la BBC tomó la decisión de cerrarla, por lo que la BBC Birminghamtuvo que mudarse a una base de producción más pequeña. Poco después el equipo de producción decidió moverse a una nueva urbanización, en Selly Oak, Birmingham el cambio se vio en la telenovela con la explosión que destruyó el Riverside Practice en el Pebble, por lo que los doctores se mudaron al Mill Health Centre.
En marzo del 2010 Doctors celebró su décimo aniversario, por lo que la BBC transmitió cinco minutos del programa "Decade of Doctors" todos los días, después de cada episodio, durante la semada del aniversario.